# كيفن شوماخر
كيفن شوماخر (بالألمانية: Kevin Schumacher)‏ هو لاعب كرة قدم ألماني في مركز نصف الجناح، ولد في 24 ديسمبر 1997 في Salzhemmendorf ‏ في ألمانيا. لعب مع فيردر بريمن 2 ‏.

## وصلات خارجية
- كيفن شوماخر على موقع قاعدة بيانات كرة القدم.إي يو (الإنجليزية)
- كيفن شوماخر على موقع Soccerway.com (الإنجليزية)
- كيفن شوماخر على موقع عالم كرة القدم.نت (الإنجليزية)